# Hydrocynus goliath
Hydrocynus goliath is een straalvinnige vissensoort uit de familie van de Afrikaanse karperzalmen (Alestidae). De wetenschappelijke naam van de soort werd gepubliceerd in 1898 door Boulenger als Hydrocyon goliath.